# シウェ・パラル・フッパク
シウェ・パラル・フッパク（Siwe palar huppak、在位:紀元前1770年頃 - 紀元前1745年頃）、は古エラム時代、エパルティ朝のエラム王。
彼の統治年代はバビロン第1王朝の王ハンムラビなどとの関係から想定されている。マリで発見された当時の外交文書の中にはシウェ・パラル・フッパクとの間の贈り物のやりとりに関するものが発見されており、イシン・ラルサ時代のメソポタミアの紛争に関与していた。エシュヌンナなどと同盟を結び、バビロンのハンムラビ王と戦った。